# Utah State University Women's Volleyball
La Utah State University Women's Volleyball è la squadra di pallavolo femminile appartenente alla Utah State University, con sede a Logan (Utah): milita nella Mountain West Conference della NCAA Division I.

## Storia
Il programma di pallavolo femminile della Utah State University viene fondato nel 1976. Partecipa alla AIAW Division I, conquistando il titolo del 1978 ai danni della UC Los Angeles. Torna in finale anche nell'edizione seguente, ma viene sconfitto dalla Hawaii, mentre nel 1981 si classifica al terzo posto.
Con la fine delle attività dell'AIAW approda in NCAA Division I, dove nel 1984 si affilia alla High Country Athletic Conference, trasferendosi quindi nella Big West Conference nel 1990. Dopo aver militato nella Western Athletic Conference, dove conquista il suo primo titolo di conference, nel 2013 si trasferisce nella Mountain West Conference, dove conquista un altro titolo.

## Palmarès
- AIAW Division I: 1

1978

## Record
| Piazzamento          |   | Edizione                              |
| -------------------- | - | ------------------------------------- |
| Tornei NCAA          | 6 | Secondo turno: 2 2000, 2001           |
| Tornei NCAA          | 6 | Primo turno: 4 2005, 2010, 2022, 2023 |
| Titoli di conference | 2 | Western Athletic Conference: 1 2010   |
| Titoli di conference | 2 | Mountain West Conference: 1 2022      |

## Conference
- High Country Athletic Conference: 1984-1989
- Big West Conference: 1990-2004
- Western Athletic Conference: 2005-2012
- Mountain West Conference: 2013-

## Allenatori
- Marilyn McReavy-Mary Jo Peppler: 1976-1981
- Annette Cottle: 1982-1984
- Steve Carlat: 1985-1991
- Marlon Sano: 1992-1993
- Leanne Zeek: 1994
- Ginny Alexander: 1995-1998
- Tom Peterson: 1999-2000
- Burt Fuller: 2001-2005
- Grayson DuBose: 2006-2019
- Rob Neilson: 2020-